# 2132 Жуков
2132 Жуков је астероид главног астероидног појаса. Приближан пречник астероида је 28,66 ,
а средња удаљеност астероида од Сунца износи 2,781 астрономских јединица (АЈ).
Инклинација (нагиб) орбите у односу на раван еклиптике је 5,869 степени, а орбитални период износи 1694,421 дана (4,639 године). Ексцентрицитет орбите астероида износи 0,081.
Апсолутна магнитуда астероида износи 11,40 а геометријски албедо 0,059.
Астероид је откривен 1973. године.
Назван је по Совјетском маршалу Георгију Жуковом.